# Niconare
niconare（ニコナレ）とは、かつてドワンゴが提供していたスライド共有サービスである。

## 概要
niconareは、スライドを作るだけでなく、作ったスライドに対して音声をつけて公開することが出来る。ニコニコ動画同様、視聴者はコメントをつけることが出来る。投稿されたナレッジはログインせずに視聴可能。ナレッジには複数の画像やテキストで構成され、ユーザーがページ送りするスライド形式と、スライドの上に音声や自動ページ送り機能があるスピーチ形式がある。スピーチは自分のスライドのほかに、スピーチの許可が設定された他者のスライドにも追加することが出来る。スライドにはPDFファイルがアップロード可能。iOSアプリでは、カメラで撮影した写真を使いスライドを作成することが可能。

## 歴史

### 2015年
- 10月25日 - サービス開始。
- 10月30日 - 長文コメントが見切れて読めない問題を修正。以前は省略されていたが、省略された長文コメントは吹き出しで全文が表示されるように。
- 11月5日 - PC版をアップデート。説明文を閉じる機能を追加。スピーチ情報のプレビューにシークバーを追加。タイトルの文字数制限を32文字から255文字に拡大。
- 11月12日 - 説明文でほかのナレッジ、動画、静画にリンクできるように。
- 11月25日 - Firefoxで録音した際の投稿データサイズを軽量化。スピーチプレイヤーの音量設定、説明文の折り畳み状態をWebブラウザに保存されるように。
- 12月2日 - 録音をやり直す際、録音を開始したページまでスライドを戻すように[3]。一覧のコメントをダブルクリックするとそのコメントが投稿された画面に移動できるように。好きなページ番号や再生時間にリンクできる機能を追加。
- 12月16日 - スライドやスピーチを投稿したときにニコレポに表示されるように[4]。

### 2016年
- 3月16日 - ブログに貼りつける機能を追加[5]。
- 5月22日 - iPhone版アプリをリリース[6]。検索履歴機能を追加。
- 5月25日 - トレンドページを追加[7]。
- 6月6日 - 全画面表示に対応[8]。
- 7月1日 - 投稿時に切り替えアニメーションを指定できるように[9]。
- 8月24日 - PickUpナレッジの表示方法を変更。

### 2017年
- 3月 - 検索結果に説明文を表示するように。コメント数・マイリスト数の通知を追加[10]。
- 4月13日 - スピーチの最大録音時間を60分に引き上げ[11]。
- 9月25日 - PCでスライドが作成できるように[12]。
- 10月25日 - URLをHTTPSに変更[13]。
- 11月29日 - PDF内のリンクがクリックできるように[14]。
- 12月20日 - タグがニコニコ大百科と連携[15]。

### 2018年
- 2月22日 - PDFの「ページジャンプ」リンクに対応[16]。
- 7月26日 - PDFのエンコード速度を高速化し、画質を向上[17]。
- 8月20日 - PDF投稿時のページ数上限を100ページから500ページに引き上げ[18]。
- 10月25日 - URLをHTTPSに変更。iPhoneから投稿できるニコナレアプリをリリース[19]。
- 11月29日 - PDF内のリンクがクリックできるように[20]。
- 12月7日 - ニコナレを2019年2月にリニューアルすることを発表。

### 2019年
- 2月7日 - 「ニコナレ」が「niconare」としてリニューアル[21]。リニューアルの詳しい内容については下記参照。
- 2月17日 - トップページのコンテンツが入れ替わるように。
- 3月27日 - niconareのサービスを終了することが発表[22]。
- 4月11日 - エクスポート機能の提供を開始。
- 7月18日 - 新規スライド投稿を停止。
- 8月15日 - サービス終了[23]。9月19日までエンドロールページを公開。
- 9月19日 - エンドロールページの公開を終了。

## リニューアル
2019年2月7日にニコナレがniconareとしてリニューアルした。下の表はリニューアル時の追加機能と廃止機能の一覧である。
| 追加機能 | 廃止機能                                                                    |
| --- | --------------------------------------------------------------------------- |
| - サービスのデザインを変更。 - niconicoアカウント以外でのログインに対応。 - プレイヤーを高解像度化し、16:9のスライドに対応。 - 発表したイベントや勉強会の情報を登録可能に。 - 同じイベントのスライドが自動的にまとまるように。 - コメントを使って補足や質問が出来るように。 - ユーザーページに自分のポートフォリオが表示。 - iPhoneやAndroidのブラウザから視聴できるように。 | - ニコナレiPhoneアプリの提供を終了。 - ニコナレでのスライド作成機能を終了。 |